# 病原性因子
病原性因子（びょうげんせいいんし、英: Virulence factors、病原因子）とは、微生物（細菌、真菌、ウイルス、および原生動物）によって産生される化学物質であり、その微生物の病原性の発現に最低限必要なものである。例えば以下の効果を持つ物質である。
- 宿主体内または体表にあるニッチ空間における微生物のコロニー形成を促すもの
- 宿主の免疫応答から微生物を回避（免疫回避）させるもの
- 宿主の免疫応答を阻害（免疫抑制）するもの
- （細胞内侵入性細菌の場合）宿主細胞への出入りを促すもの
- 宿主からの栄養素の獲得を担うもの

ある種の病原細菌は多種の病原性因子を有する。多くの病原性因子は細菌の染色体にコードされており、その細菌に生来備わっている。例えば莢膜や内毒素がそれである。一方で、プラスミドやバクテリオファージといった可動遺伝因子から獲得される病原性因子もあり、これは例えば外毒素である。可動遺伝因子にコードされた病原性因子は遺伝子の水平伝播により個体間を拡散し、無害だった細菌を危険な病原菌に変える。食中毒の原因菌である病原性大腸菌（Escherichia coli O157:H7）は可動遺伝因子によって病原性を獲得する。グラム陰性菌は宿主病原体相互作用において侵入や栄養獲得、細胞間コミュニケーションなどを目的に様々な病原性因子を分泌する。この分泌は細菌外膜小胞での小胞輸送により行われる。真核生物の防御機構に対する病原性因子には2種類ある。
- 宿主のコロニー形成を補助または促進する。この形式の因子にはアドヘシンやインベイシン（英語版）、抗貪食因子などがある。
- 宿主を攻撃する。この形式の因子には毒素や溶血素、タンパク質分解酵素などがある。

## 付着、免疫回避、免疫抑制
細菌は種々のアドヘシン（リポタイコ酸、自己輸送体アドヘシン三量体、その他多くの表面タンパク質）を産生し、宿主組織へと付着する。
莢膜は、髄膜炎菌（Neisseria meningitidis）を含む多くの細菌の表面構造を形成する。宿主の外側にいる間に宿主からの食作用から保護し、免疫回避に重要な役割を果たす。
化膿レンサ球菌（Streptococcus pyogenes）といった多くの細菌ではタンパク質分解酵素を用いて免疫グロブリン（Ig）を分解できる。免疫グロブリンとは宿主が感染に応答して発現・分泌する抗体である。宿主による病原体の分解に中心的な役割を演じる。
ウイルスも病原性因子を有しており、ニッチ特異的なウイルス遺伝子が病原性因子をコードする。これらの遺伝子は特定の時期または環境で特定の役割を果たす。典型的なのは、ヘルペスウイルスなど多くの病原ウイルスが有する、潜伏期間を制御する遺伝子である。マウスγヘルペスウイルス68（γHV68）やヒトヘルペスウイルスは、特定の環境条件が現れた際に再活性化して慢性感染を維持する遺伝子群に依存する。この遺伝子群はウイルスの溶解段階には必須ではないが、慢性疾患や増殖の促進に重要である。

## 酵素による宿主への攻撃
化膿レンサ球菌（Streptococcus pyogenes）や黄色ブドウ球菌（Staphylococcus aureus）、緑膿菌（Pseudomonas aeruginosa）といった多くの細菌は、宿主組織を攻撃する多種多様な酵素を産生する。これら酵素は抗原性構造や毒性を有する。酵素には例えば、結合組織のヒアルロン酸成分を分解するヒアルロニダーゼ、広範なタンパク質分解酵素や脂質分解酵素、DNAを分解するデオキシリボヌクレアーゼ、赤血球といった多くの宿主細胞を破壊する溶血素などがある。

## GTPアーゼの活性化／不活性化
病原性因子の主要なグループにはGTPアーゼの活性化レベルを制御するタンパク質がある。制御機構は二つある。一つは、GEFやGAPのように振舞い、通常の真核生物タンパク質であるかのように宿主に錯覚させる。この方法は可逆的であり、タンパク質がGTPアーゼから離れればGTPアーゼは元の正常な状態に戻る。また、サルモネラといった多くの細菌は、GTPアーゼを活性化させるものと不活性化させるものの2種類のタンパク質を有する。もう一つは、GTPアーゼに共有結合することで、GTPアーゼを不可逆的に改変する。この方法ではGTPアーゼは機能停止となるか、遺伝子発現を過剰にさせるかのどちらかとなる。
真核生物タンパク質の振りをする病原性因子にはサルモネラ菌のSopEがある。SopEはGEFのように振舞い、GTPアーゼのGTP生産を促進させる。これにより、宿主細胞内への細菌の定着は容易になる。
エルシニア属細菌が産生するYopT（Yersinia outer protein T）は宿主GTPアーゼを改変する。GTP結合タンパク質RhoAのC末端を切断し、RhoAを宿主細胞膜から分離させる。RhoAの喪失は下流のエフェクターを機能させなくする。

## 毒素
毒素は病原性因子の主要なグループであり、内毒素と外毒素の二つに分けられる。

### 内毒素
内毒素は、グラム陰性細菌の細胞壁を構成するリポ多糖（LPS）成分の一つである。内毒素LPSのリピドAと呼ばれる部分が毒性を示す 。内毒素は単球の受容体と結合すると、脱顆粒を導く炎症媒介物質の放出を引き起こし、炎症の原因となる。この免疫応答の一部として、発熱などの症状を引き起こすサイトカインの放出が行われる。多量のLPSに被爆すると敗血症性ショックか内毒素ショックを起こし、重篤な場合には死に至る。内毒素は非免疫原性であり、したがって後天性免疫応答の対象とならない。

### 外毒素
外毒素は細菌によって環境へと分泌される毒性物質であり、生化学経路の阻害を含む様々な対宿主効果を示す。なかでも最も強力な毒性を有するのは 破傷風菌（Clostridium tetani）によるテタノスパスミンと食中毒菌（Clostridium botulinum）によるボツリヌストキシンである。そのほか、大腸菌（Escherichia coli）、コレラ菌（Vibrio cholerae）、ウェルシュ菌（Clostridium perfringens）、クロストリディオイデス・ディフィシル（Clostridium difficile）、炭疽菌（Bacillus anthracis）などが強力な外毒素を産生する。外毒素は抗原性であり、体液性免疫応答を引き起こす。
外毒素はある種の真菌においても産生され、真菌による外毒素をマイコトキシンと呼ぶ。特に有毒なのはアスペルギルス属のいくつかの種（典型的なのはコウジカビ（A. flavus）が産生するアフラトキシンである。繰り返し摂取すると、重度の肝臓障害となる危険がある。

## 一覧
- 黄色ブドウ球菌（Staphylococcus aureus）の病原性因子にはヒアルロニダーゼ、プロテアーゼ、コアグラーゼ、各種リパーゼ、デオキシリボヌクレアーゼ、エンテロトキシンがある。
- 化膿レンサ球菌（Streptococcus pyogenes）の病原性因子にはMタンパク質（英語版）、リポタイコ酸、莢膜ヒアルロン酸、各種酵素(ストレプトキナーゼ、ストレプトドルナーゼ、ヒアルロニダーゼなど)や各種外毒素（ストレプトリジンなど）。
- リステリア症菌（Listeria monocytogenes）ではinternalin A、internalin B、リステリオリシンO、actAがある。
- ペスト菌（Yersinia pestis）ではある種のリポ多糖、III型分泌系、YopEやYopJである。
- 真菌のカンジダ・アルビカンス（Candida albicans）は菌糸形成中に病原性環状ペプチドのカンジダリシン（英語版）を産生する。
- その他の病原性因子にはバイオフィルム形成に要求されるもの(ソルターゼなど)やインテグリンの産生に要求されるもの(β-1やβ-3など)がある[3]。

## 研究
感染症の抑制のため、病原性因子とその遺伝子を標的とした研究が進められている 。アルカロイド やフラボノイド 、ペプチド などの低分子には病原性因子の活性や発現を阻害するものがあり、研究の対象となっている。病原体の調査とその病原性因子の同定・解析作業も行われており、感染過程のより深い理解と、新しい診断技術や抗菌物質、ワクチン、トキソイドの開発につながるものと期待されている。病原性因子の研究には生化学、免疫学、および遺伝学のアプローチがある。ランダム突然変異を人工的に導入することにより細菌DNAは病原性から非病原性に変わることがある。この方法は、膜成分か分泌産物をコードする遺伝子や、病原性因子を制御する遺伝子の同定に役立つ。
仮性結核菌（Yersinia pseudotuberculosis）の研究により、遺伝子の水平伝播により細菌は非病原性から病原性に変わることが実験的に確かめられている。一方、DNA配列の無作為挿入（トランスポゾン）を利用することで病原性因子を探し出すことができる。トランスポゾンはゲノムから探知可能なマーカーとなる。無作為挿入によりトランスポゾンが病原性因子遺伝子の隣または配列中に位置した場合、その遺伝子の発現は停止する。